# Islamische Festtage
Islamische Festtage hängen hauptsächlich mit dem Leben des islamischen Propheten Mohammed und besonderen Bedeutungen des Koran zusammen. Der Islam kennt zwei Hauptfesttage, das Fest des Fastenbrechens (ʿĪd al-fitr) und das Opferfest (ʿĪd al-Adhā). Die Art, wie diese Festtage als gesetzliche Feiertage anerkannt sind, schwankt über die Kulturen hinweg, ebenso in den islamischen Richtungen Sunniten, Schiiten und Sufismus.
Alle islamischen Festtage folgen dem islamischen Kalender, einem Lunarkalender, und bewegen sich so um etwa 11 Tage jährlich durch das Sonnenjahr. Der Kalender stimmt zwischen Sunniten und Schiiten nicht immer überein; Abweichungen von bis zu zwei Tagen können auftreten.

## Islamische Feste

### Freitag
Der Freitag ist für Muslime ein ähnlich wichtiger Wochentag wie der Sonntag für Christen und der Schabbat für Juden. Allerdings gilt der Freitag in islamischen Ländern nicht als Feiertag, nur in Saudi-Arabien bleiben die Geschäfte einen halben Tag geschlossen. Der Wochentag Freitag ist im Islam auch als „Yaum al-Dschumʿa“ bekannt, was „Tag der Zusammenkunft“ bedeutet.
Das Freitagsgebet (Salāt al-Dschumʿa, جمعة) ist ein Gemeinschaftsgebet, das Muslime jeden Freitag am frühen Nachmittag zusammen verrichten. Die größeren Moscheen, in denen dieses Gebet stattfindet, heißen deshalb auch Freitagsmoscheen. Für Männer ist das gemeinschaftliche Gebet am Freitag verpflichtend, für Frauen gilt es als erwünscht. Das Freitagsgebet zeichnet sich dadurch aus, dass vor dem eigentlichen Gebet (Salāt) eine Predigt (Chutba) durch einen Prediger (Chatīb, das ist in der Regel der Imam der Moschee) gehalten wird.

### Ramadan
Der Monat Ramadan ist die islamische Fastenzeit, in der Muslime von Morgendämmerung bis zum Sonnenuntergang keine Speisen und Getränke zu sich nehmen. Das Fasten im Ramadan gilt als eine der Fünf Säulen des Islam. Sowohl schwangere, stillende und menstruierende Frauen als auch Kranke, Kinder, Alte, Behinderte, Reisende und Soldaten sind von der Fastenpflicht ausgenommen.
Der Fastentag beginnt mit dem rituellen Frühgebet mit anschließendem Frühstück im Kreis der Familie oder der Moschee. Tagsüber beschäftigt sich der Muslim so oft wie möglich mit Gedanken an Allah, dem Sprechen stiller Gebete und Überlegungen, wie er sich von Sünden und schädlichen Neigungen befreien kann. Er hält sich fern von jeder schändlichen Tat sowie dem ehelichen Verkehr. Außerdem soll sich der Gläubige nicht über unbedeutende Dinge aufregen oder fluchen. Das Fasten wird nach Sonnenuntergang traditionell mit dem Essen einer, drei oder fünf Datteln und einem Glas Wasser gebrochen, danach wird das rituelle Gemeinschaftsgebet verrichtet und gemeinschaftlich gegessen.

#### Lailat al-Qadr
Die Nacht der Bestimmung (ليلة القدر) fällt in einen der letzten zehn ungeraden Tage des Monats Ramadan und hat eine besondere Bedeutung in der islamischen Fastenzeit.

#### Fastenbrechen
Das ʿĪd al-fitr (عيد الفطر) oder „Fest des Fastenbrechens“ ist ein Fest, das am Ende des Fastenmonats Ramadan begangen wird. Das Fest beginnt mit dem Sonnenuntergang des letzten Fastentags. Am frühen Morgen des nächsten Tages (der erste Tag des Monats Schawwal) versammeln sich die Muslime zum rituellen Festgebet. Speisen und nichtalkoholische Getränke werden in den Moscheen und in den Häusern gereicht. Kinder bekommen Süßigkeiten oder Geschenke bzw. Geld, weshalb das Fest auch „Zuckerfest“ genannt wird. Auch ist es üblich, Familienmitglieder, Freunde und Bedürftige zu beschenken. Das Fest dauert bis zu drei Tage und es ist Sunna, im Monat Schawwal sechs weitere beliebige Tage zu fasten.

### Opferfest
Das Opferfest, auchʿĪd al-Adhā (عيد الأضحى) genannt, ist das höchste islamische Fest und wird etwa 70 Tage nach dem ʿĪd al-fitr (Fastenbrechen) begangen. Es wird in Erinnerung an den Propheten Abraham gefeiert, als er versuchte seinen Sohn Ismael (vgl. Opferung Isaaks) zu opfern als Beweis seiner Loyalität zu Allah. Muslime opfern wie Abraham ein Tier (für gewöhnlich eine Kuh oder ein Schaf), um Gott für die Rettung des Lebens von Ismael zu danken. Das Fleisch des geschlachteten Tieres wird in drei gleichen Teilen an den Opfernden, an seine armen Verwandten und an Bedürftige ohne Ansehen ihrer Religion, Rasse oder Nationalität verteilt. Wie beim Īd al-fitr treffen sich die Muslime am Morgen des ersten Tages zum rituellen Festgebet. Das Fest dauert vier Tage.

### Aschura
ʿĀschūrāʾ (عاشوراء) wird der zehnte Tag des islamischen Monats Muharram genannt. Der Tag hat in den islamischen Richtungen unterschiedliche Bedeutung.
- Die Schiiten gedenken während Aschura öffentlich der Schlacht von Kerbela im Jahr 680 im heutigen Irak in der Husain ibn Ali getötet wurde. Die Rituale des Aschura enthalten Erzählungen (Rouza-chwani), Trauerprozessionen in Trauerkleidung und Selbstgeißelung (Sinazani) oder auch die kultische Inszenierung des Martyriums Husains (Ta'zieh).
- Für die Aleviten ist Aschura kein Gedenktag wie bei den Schiiten, sondern ein Feiertag, der nach 12-tägigem Fasten (also am dreizehnten Tag) begangen wird.
- Für die Sunniten ist Aschura ein Fastentag – hier ist das Fasten allerdings freiwillig. Dieser Tag steht im direkten Zusammenhang mit der Errettung Moses durch Gott während seiner Flucht aus Ägypten. Somit ist Aschura ein Tag der Freude und Dankbarkeit.

### Geburtstag des Propheten
Mawlid an-Nabi (مولد النبي) ist ein Ehrentag anlässlich der Geburt Mohammeds, des Gründers und Propheten des Islam. Bei Sunniten wird Mawlid an-Nabi am 12. Tag des Monats Rabīʿ al-awwal des Islamischen Kalenders gefeiert, bei Schiiten am 17. Tag des Monats Rabīʿ al-awwal. Der Tag wird oft als Lichterfest begangen, bei dem viele Moscheen erleuchtet sind. Bei Zusammenkünften werden Geschichten und Legenden aus dem Leben des Propheten erzählt.
Einige Muslime lehnen diese Feier als unzulässige Neuerung (Bidʿa) und als verbotene Vergötterung Mohammeds ab. Andere Muslime meinen, Mohammed selbst und seine Gefährten hätten bereits seinen Geburtstag mit Fasten und nicht mit Festlichkeit begangen.

### Erstes Auftreten Mohammeds als Prophet
Eid-e Mabʿas (Eid-e Mabas): Fest der göttlichen Erwählung Mohammeds zum Propheten.

### Nachtreise des Propheten
In der Nachtreise (ليلة الإسراء / lailat al-isrāʾ / ‚die nächtliche Reise‘), überliefert im ersten Vers der Sure 17, soll Mohammed nach islamischer Überlieferung vom Erzengel Gabriel zur „Entfernten Moschee“ (al-Aqsa-Moschee in Jerusalem) und in den Himmel geführt worden sein. Dieses Ereignisses wird von vielen Muslimen am 27. des Monats Radschab gedacht.

### Lailat al-Barā'a
Die Nacht der Vergebung (ليلة البراءة), auch die Nacht der Befreiung vom Feuer, fällt in die Nacht zwischen dem 14. und 15. des Monats Schaʿbān. Am 15. Tag des Monats soll der Überlieferung nach Mohammed seinen Anhängern mitgeteilt haben, dass Engel Allahs die Taten der Menschen aufzeichnen. Muslime betrachten diese Nacht als eine Zeit, in der ihnen besondere göttliche Barmherzigkeit und Segen zuteilwird. Die Nacht wird mit Koranrezitationen und speziellen Gebeten verbracht. Über die Bedeutung gehen die Ansichten in den islamischen Strömungen auseinander.

## Schiitische Festtage
Diese Festtage werden zusätzlich von Schiiten abgehalten. Dazu zählen das der Tasu'a-Tag, der Arba'in-Tag sowie die Geburtstage der schiitischen Imame.

## Ahmadiyya-Festtage
Dieser Festtag wird zusätzlich von der Ahmadiyya-Gemeinschaft abgehalten.

### Jalsa Salana
Die Jalsa Salana ist eine meist mehrtägige spirituelle Veranstaltung der Ahmadiyya Muslim Jamaat zur Ehre Allahs und des Propheten Mohammed und dient der spirituellen Erbauung. Ihr Begründer, Mirza Ghulam Ahmad, strebte mit seiner Bewegung eine Reform des Islam an und initiierte zu diesem Zweck die Jalsa Salana, die am 27. Dezember 1891 zum ersten Mal in Qadian (Indien) stattfand.
In Qadian findet sie seitdem immer am letzten Wochenende im Dezember statt. In Pakistan ist die Jalsa Salana offiziell seit 1984 verboten. Die erste Jalsa Salana im Vereinigten Königreich fand im Jahre 1966 statt. Seit dem Verbot, in Pakistan die Jalsa Salana zu veranstalten, fungiert die Jalsa Salana UK als internationale Jalsa Salana und findet jährlich in der Nähe Londons statt. Die erste Veranstaltung in Deutschland fand im Jahre 1976 in Frankfurt-Sachsenhausen statt. Seit 2011 findet die Jalsa Salana Deutschland jährlich in der Messe Karlsruhe statt. Mit durchschnittlich 30.000 Besuchern ist die Jalsa Salana Deutschland die größte islamische Veranstaltung in Europa.

## Kulturelle Festtage
Das islamische Neujahr, auch Hijri-Neujahr oder Arabisches Neujahr genannt, markiert den Beginn eines neuen Mond-Hijri-Jahres und ist der Tag, an dem die Jahreszahl erhöht wird. Der erste Tag des islamischen Jahres wird von den Muslimen am ersten Tag des Monats Muharram festlich begehen.
Das islamische Neujahr ist sehr wichtig im Islam, denn auf diesen Tag fällt die Auswanderung (Hidschra) des Propheten Mohammed im Jahre 622 mit seinen Anhängern von Mekka nach Medina. Der 16. Juli 622 wird deshalb als der erste Tag des ersten Jahres und somit als Beginn der islamischen Zeitrechnung bezeichnet.
Da der islamische Kalender nach Mondjahren gerechnet wird, ist das islamische Jahr im Vergleich zum Gregorianischen Kalender elf Tage kürzer. Es hat somit nur 354 bzw. in Schaltjahren 355 Tage. Die islamischen Monate wandern durch das Sonnenjahr. 33 Mondjahre entsprechen 32 Sonnenjahren. Der Anfang eines Monats richtet sich nach dem Neumond. Das Islamische Neujahr orientiert sich am Mondkalender und wird deshalb jedes Jahr an einem anderen Tag gefeiert.
Islamisches Neujahr 2025 Abend des Mittwoch, 25. Juni 2025 – Donnerstag, 26. Juni 2025